# Шварц, Стефан
Ханс Ю́рген Сте́фан Шварц (швед. Hans-Jürgen Stefan Schwarz; род. 18 апреля 1969 года в Мальмё) — шведский футболист, полузащитник оборонительного плана.

## Карьера
Первым профессиональным клубом Шварца был «Мальмё», в составе которого он выиграл чемпионат и кубок Швеции и участвовал в матчах еврокубков. В 1990 году вслед за своими партнёрами по клубу и сборной Терном и Магнуссоном перешёл в «Бенфику», главным тренером которой тогда был швед Свен-Ёран Эрикссон. В отличие от Терна и Магнуссона, Шварц остался в «Бенфике» после ухода Эрикссона в 1992 году. Сезон 1994/95, проведённый в «Арсенале», стал самым успешным в карьере Шварца: он играл в обоих матчах за Суперкубок Европы и в финале Кубка обладателей кубков.
На Чемпионате мира 1990 года провёл все 3 матча сборной Швеции без замен. На Чемпионате Европы 1992 сыграл во всех матчах группового этапа, полуфинальную игру против сборной Германии пропустил из-за перебора жёлтых карточек. На ЧМ-1994 в четвертьфинальном матче против команды Румынии был удалён с поля на 101 минуте. Евро-2000 пропустил из-за травмы ахиллова сухожилия.

## Достижения
Мальмё
- Чемпион Швеции 1988
- Обладатель Кубка Швеции 1988/89

Бенфика
- Чемпион Португалии: 1990/91, 1993/94
- Обладатель Кубка Португалии 1992/93

Арсенал
- Финалист Кубка обладателей кубков 1994/95

Фиорентина
- Обладатель Кубка Италии 1995/96
- Обладатель Суперкубка Италии 1996

Валенсия
- Обладатель Кубка Испании 1998/99

Сборная Швеции
- Бронзовый призёр Чемпионата Европы 1992
- Третий призёр Чемпионата мира 1994

## Личные достижения
- Лучший шведский футболист года 1999

## Личная жизнь
Отец Стефана — немец по происхождению. Жена — португалка. В настоящее время живёт в Португалии вместе с женой и двумя детьми.